# Danau Singkarak
Danau Singkarak är en sjö i Indonesien.   Den ligger i provinsen Sumatera Barat, i den västra delen av landet, 900 km nordväst om huvudstaden Jakarta. Danau Singkarak ligger 363 meter över havet. Arean är 108 kvadratkilometer. Den sträcker sig 18,3 kilometer i nord-sydlig riktning, och 12,9 kilometer i öst-västlig riktning.